# Inbördeskriget i Somalia
Inbördeskriget i Somalia är ett pågående inbördeskrig i Somalia. Konflikten inleddes år 1988 mot bakgrund av eskalerande oroligheter och en försvagad statsapparat och har lett till att det mesta av landet tidvis kontrollerats av rebellgrupper. Oron bestod ursprungligen av en serie sammanstötningar mellan olika stamfraktioner som sedan mitten av 2000-talet tog en militant islamistisk ton.
I krigsfasen 2006–2009 gick Etiopien in med reguljära trupper i Somalia till stöd för Federala övergångsregeringen. När nya religiösa milisgrupper förklarade krig mot övergångsregeringen år 2009 påbörjades den nuvarande fasen och regeringen förklarade undantagstillstånd i juni samma år, och begärde omedelbart internationellt stöd och militär intervention från östafrikanska grannstater.

## Orsaker till konflikten
I det somaliska inbördeskriget finns flera olika konfliktlinjer och intressen som orsakar konflikter. Det gäller exempelvis konflikter om knappa naturresurser, konflikter mellan bofasta och nomader, konflikter inom ramen för landets klansystem och, inte minst, konflikter som har uppstått på grund av olika krigsherrars makthunger. Dessa konflikter överlappar tidvis varandra.
Därutöver är Somalias grannländer inte odelat intresserade av en stabilisering av läget i Somalia. Ett enat och stabilt Somalia skulle kunna återuppliva eller stärka somaliernas anspråk på områden i grannländerna som bebos av somalier. I synnerhet gäller detta Ogaden i Etiopien. Religiösa spänningar spelar mindre roll i Somalia, som är praktiskt taget uteslutande muslimskt, även om islamistiska aktörer som al-Itihaad al-Islamiya och Islamiska domstolarnas högsta råd är delaktiga i inbördeskriget.

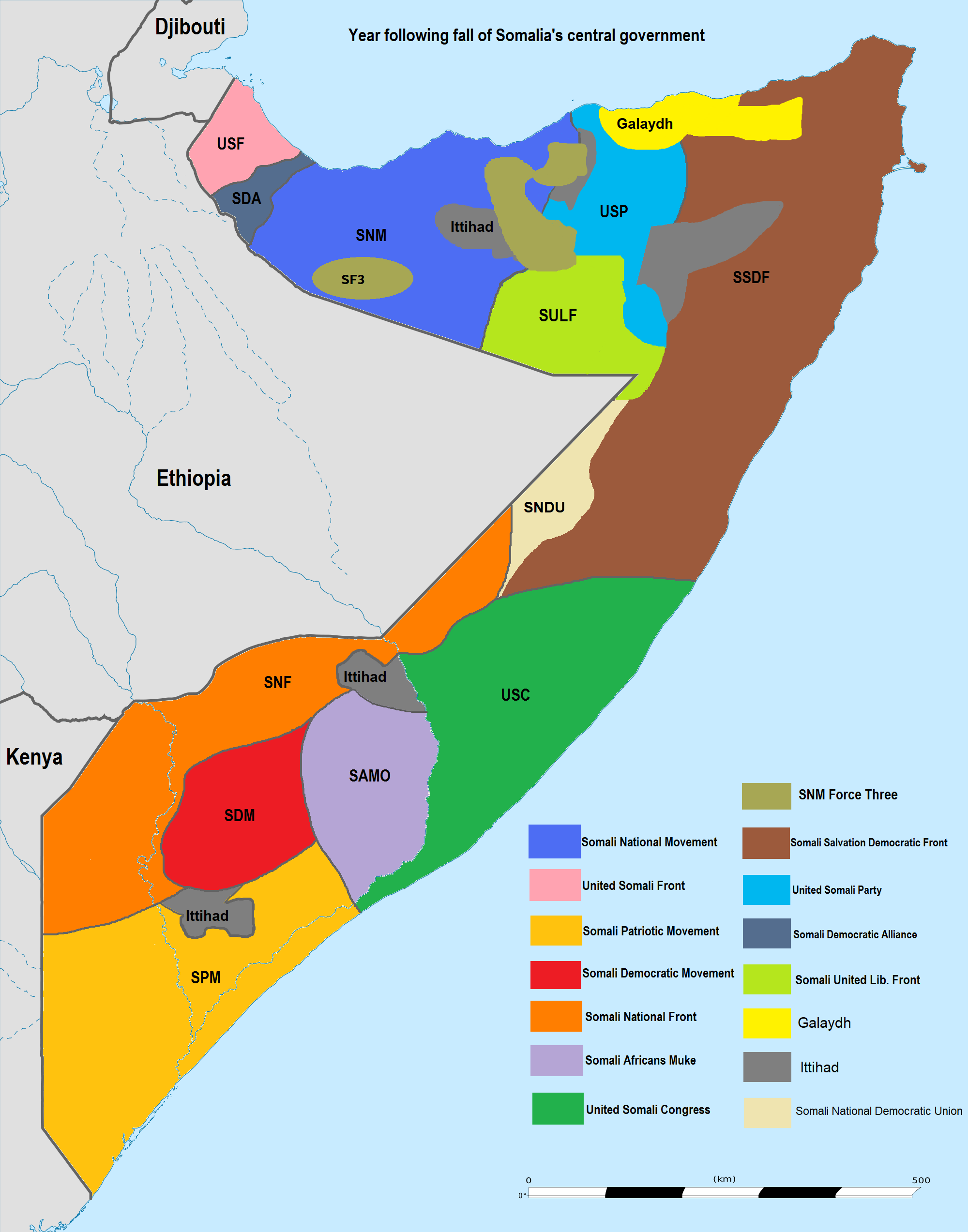
Väpnade gruppers territoriella kontroll år 1992.

## Siyad Barres fall (1986–1992)
Inbördeskrigets första fas hade sitt ursprung i upproren mot landets diktator Siyad Barre. I slutet av 1980-talet växte motståndet mot honom från flera olika väpnade grupper. Siyad Barre störtades från makten 1991 och efter det gjordes flera försök att med vapen återföra honom till makten, vilka dock misslyckades. I september 1991 utbröt istället strider mellan de grupper som tidigare genom gemensamma ansträngningar hade störtat Siyad Barre. De hade mer eller mindre bara enats om att Barre skulle bort från makten men när detta väl lyckats fanns inget enande mål kvar. Våldsamma strider utbröt över hela landet och ledarna för de olika väpnade grupperna försökte själva gripa makten, men ingen av dem hade styrka nog att få kontroll över hela landet. Därför utvecklades konflikten till ett dödläge där olika områden, städer och stadsdelar kontrollerades av olika krigsherrar. Den allt mer våldsamma och kaotiska situationen utvecklades till en humanitär kris. 
Den nordvästra delen av Somalia, delstaten Somaliland, som huvudsakligen kontrollerades av Somali National Movement, SNM, utropades 1991 till en självständig stat, Republiken Somaliland.

## FN:s intervention (1992–1995)
Efter två resolutioner i FN:s säkerhetsråd skapades UNOSOM, den första FN-styrkan som hade till uppdrag att bistå med humanitär hjälp och bidra till att återställa ordningen i Somalia sedan centralregeringen hade upplösts. 
1992 antog FN:s säkerhetsråd resolution 794, som godkände att en FN-styrka ledd av USA skulle se till att humanitärt bistånd kunde levereras och att fred kunde upprätthållas i Somalia. Efter att säkerhetsläget för hjälpinsatserna förvärrats sanktionerade FN:s säkerhetsråd att "United Task force" UNITAF bildades, bestående av trupp från länder villiga att delta. UNITAFs uppgift var att skydda hjälpsändningarna och leddes av USA. Sverige bidrog med ett sjukhuskompani mellan december 1992 och mars 1993.
Från mars 1993 integrerades UNITAF som en del i UNOSOM II. Sverige fortsatte att medverka med ett sjukhuskompani från mars 1993 till december 1993. Av olika anledningar var många somalier emot den utländska närvaron. I juni 1993 dog 24 pakistanier och i oktober 19 amerikaner i strider mellan beväpnade miliser och de utländska soldaterna.

## Fredsförhandlingar och lokal autonomi (1998-2006)
Under perioden 1998–2006 utropades flera autonoma områden inom Somalia. Till skillnad från i fallet Somaliland handlade det enbart om rörelser för självbestämmande, och inte om stater som utropade självständighet. Det gjordes flera försök att nå försoning och fred med varierande resultat. Fredsinitiativen genomfördes framför allt under överseende av den regionala organisationen IGAD. Efter fredskonferenser i Djibouti och Kenya bildades i november 2004 den Federala övergångsregeringen, som leddes av presidenten Abdullahi Yusuf och premiärministern Mohamed Ghedi. Regeringen fick dock kritik för att vara dominerad av presidenten och premiärministerns klaner. Övergångsregeringen lyckades aldrig etablera sig i huvudstaden och 2005 uppstod en splittring mellan den så kallade Mogadishugruppen och Yusufs anhängare.[källa behövs]

## De islamiska domstolarnas uppgång och krig med Etiopien (2006–)
I början av 2006 kunde övergångsregeringen etablera en tillfällig bas i Baidoa, medan Mogadishugruppen kontrollerade huvudstaden. Mogadishugruppen var en koalition av klaner, milisgrupper och islamister. Koalitionen var dock delad, och i början av 2006 uppstod ett krig mellan två fraktioner. Den ena fraktionen var Alliansen för återupprättande av fred och antiterrorism, en allians av mestadels sekulära krigsherrar i Mogadishu. Alliansen bildades med stöd av USA för att bekämpa militanta islamister i Mogadishu.
I juni 2006 lyckades islamisterna och deras milis ta kontroll över Mogadishu. De drev ut alliansen av krigsherrar ur staden och lyckades få de övriga krigsherrarna att gå med dem. Islamisterna samlades i Förbundet för islamiska domstolar, vars makt utökades under året, och i slutet av 2006 kontrollerade de stora delar av södra Somalia. Domstolarna vann stöd bland civilbefolkningen på grund av att de lyckades förbättra säkerheten i Mogadishu, och för att de inte i lika hög grad som milisgrupperna och krigsherrarna ansågs styras av klanintressen.
Domstolsrörelsens ökade makt ledde till öppet krig mellan den och andra fraktioner i Somalia, framför allt övergångsregeringen i Baidoa, med stöd av Etiopien.[källa behövs]

### Etiopisk invasion
Etiopiens styrkor gick in i Somalia i juli 2006 för att bekämpa domstolsrörelsens styrkor och för att stödja övergångsregeringen i Baidoa. I december 2006 avancerade domstolsrörelsens styrkor mot Baidoa. Övergångsregeringens styrkor lyckades dock med stöd av de etiopiska styrkorna slå tillbaka domstolsrörelsen, vars styrkor tvingades dra sig tillbaka. Efter strider vid Jowhar, nio mil norr om Mogadishu, den 27 december, kapitulerade domstolsrörelsens ledare och strax därefter lämnade rörelsen Mogadishu i händerna på de framryckande etiopiska styrkorna.[källa behövs]

### Amerikanska flygattacker
I januari 2007 ingrep USA militärt i Somalia för första gången sedan FN-insatsen på 90-talet. USA genomförde flygattacker mot islamisternas positioner i Ras Kamboni, för att döda al-Qaida-aktivister som sades finnas bland domstolsrörelsens styrkor.[källa behövs]

### Islamistiskt uppror och nya klanstrider
Efter det att de islamistiska domstolarna hade besegrats militärt inledde deras anhängare ett gerillakrig mot övergångsregeringens och Etiopiens styrkor. Samtidigt följdes kriget av att de sedan tidigare existerande klankonflikterna fortsatte med nya våldsamheter.
I januari 2007 beslutade Afrikanska unionen att sätta in en fredsstyrka bestående av upp till 8 000 soldater i Somalia. I juli 2008 hade endast 2 600 soldater från Uganda och Burundi anlänt, och Afrikanska unionen har accepterat att den inte klarar av fredsuppdraget i Somalia.
I juni 2008 skrev övergångsregeringen under ett fredsavtal med oppositionsgruppen Alliansen för återbefrielse av Somalia. Alliansen splittrades dock i samband med avtalet, eftersom en av alliansen grundare, Hassan Dahir Aweys, motsatte sig avtalet och utropade sig själv till alliansens ledare.
Även den terrorstämplade islamistiska rebellgruppen al-Shabaab har tagit avstånd från fredsavtalet och lovat att fortsätta strida mot övergångsregeringen 